# Barrikade nach Kämpfen in der Breiten Straße
Die aquarellierte Bleistiftzeichnung Barrikade nach Kämpfen in der Breiten Straße zeigt eine von dem Architekturmaler Eduard Gaertner gezeichnete Straßenansicht, die im historischen Zusammenhang mit der Berliner Märzrevolution am 18. und 19. März 1848 steht. Sie gehört zu den wenigen Darstellungen, die sich auf die Barrikade als Konstruktion konzentrieren. Die meisten anderen Abbildungen der Berliner Märzrevolution rücken dagegen die Kampfhandlungen selbst in den Vordergrund. Das Aquarell wird zu den gesellschaftskritischen Werken Gaertners gezählt und weist den Künstler laut Peter-Klaus Schuster als einen der „kompromisslosesten Chronisten“ der Revolution aus.

## Historischer Kontext und Beschreibung
In dem Aquarell ist ein Ausschnitt der Breiten Straße zu sehen, die am 18. März 1848 von den königlichen Truppen eingenommen werden konnte, ehe diese am Tag darauf aus Berlin abgezogen wurden. Die Breite Straße war in dem Gefecht von großer militärischer Bedeutung, da sie zum Berliner Stadtschloss führte. Die königlichen Truppen gingen gegen die dortigen Barrikaden mit Geschützen vor. Die in dem Aquarell abgebildete Barrikade besteht aus Brettern, Stangen und Holzfässern. Das in der Bildmitte zu erkennende Rad gehört zu einem umgestürzten Wagen. Die Zwischenräume der Barrikade sind mit Pflastersteinen aufgefüllt. Der Blick fällt auf die Rückseite der Barrikade, d. h. auf die ehemalige Stellung der Barrikadenkämpfer. Abgesehen von einer am rechten Bildrand stehenden Männergruppe ist die Straße menschenleer. Farblich und in ihrer Kontur heben sich die Männer in der Nachtszene kaum von den Trümmern der Barrikade ab. Die Lichter in den Fenstern der Mietshäuser auf der rechten Seite werden unterschiedlich gedeutet. Christina Klausmann nimmt an, dass es sich um die Spiegelung von Bränden handelt. Günther Kaufmann sieht darin stattdessen den rein symbolischen Schein von Totengedächtnisleuchten. Die schwarz-rot-goldene Nationalflagge am oberen Rand bildet den einzigen Kontrast zum ansonsten braun-grauen Hintergrund. Auf der linken Hauswand befindet sich die Aufschrift: „Schreckensnacht vom 18ten zum 19ten um 3. h/48“ [März 1848]. Der Künstler gibt hier den genauen Zeitpunkt der gezeigten Szene an. Unten befinden sich die Initialen des Künstlers: „EG“ für Eduard Gaertner.

## Deutung
Anders als die meisten Abbildungen zur Revolution, meist idealisierende Lithographien, zeigt Gaertners Aquarell die Schattenseiten der Berliner Märzrevolution. Indem er darauf verzichtete, eine bewegte Kampfhandlung abzubilden, und hauptsächlich triste Farben verwendete, stellte er laut Günther Kaufmann die Gegenwart des Todes dar. Zugleich ist das Bild ein gutes Indiz für die in Berlin unmittelbar nach dem Barrikadenkampf atmosphärisch vorherrschende „Ruhe nach dem Sturm“ (so Christina Klausmann). Als möglicher Augenzeuge schien Gaertner von dem „Zerstörungspotenzial der Revolution beunruhigt“ zu sein, so der Kunsthistoriker Peter-Klaus Schuster. Schuster interpretiert die schwarz-rot-goldene Nationalflagge gleichwohl als ein Symbol des Sieges der Revolution über die königlichen Soldaten. Wegen der verlorenen Position der Nationalflagge inmitten der Trümmer und der farblichen Monotonie kann die Flagge laut Günther Kaufmann aber auch als „Ausdruck der gescheiterten Hoffnung“ gesehen werden. Schließlich hatte Gaertner feststellen müssen, dass die preußischen Truppen wegen ihres Rückzuges weitgehend unversehrt und nur kurzzeitig aus Berlin vertrieben waren. Kaufmann zufolge sei das Aquarell somit eine „Vorausdeutung des Scheiterns der Revolution“. Der Kunsthistoriker Helmut Börsch-Supan spricht dem Aquarell eine sehr persönliche Note zu. Gaertners Schaffen habe sich normalerweise durch „Reinlichkeit und Ordnung“ ausgezeichnet. Davon abweichend thematisiere die Abbildung das Chaos der Straße, welche im bewussten Gegensatz zur Gleichmäßigkeit der Häuserfassaden stehe. Als Bürger Berlins, so Börsch-Supan, habe Gaertner seinem Entsetzen Ausdruck verleihen wollen. Thomas W. Gaehtgens hält es für möglich, dass Gaertner den Grundriss der Barrikade vor Ort skizzierte und dann im Atelier die Aquarellfarben auftrug. Er schätzt das Aquarell daher als relativ authentisch ein. Zu Lebzeiten des Künstlers blieb das Aquarell noch ohne öffentliche Resonanz, da Gaertner es in seinem Privatbesitz aufbewahrte.